# تقسیم استان آذربایجان شرقی
استان آذربایجان شرقی (پیش از تفکیک استان اردبیل) سومین استان پرجمعیت کشور پس از استان‌های تهران و خراسان بود؛ به طوری که در سال ۱۳۶۵ خورشیدی، این استان با داشتن ۳٬۹۳۰٬۶۸۷ نفر جمعیت، از استان‌های پهناور و پرجمعیتی مثل اصفهان، فارس و خوزستان هم پرجمعیت‌تر بود.
فرایند تقسیم استان آذربایجان شرقی (به مرکزیت تبریز) در تاریخ ۲۲ فروردین 1381 با تأسیس استان اردبیل (به مرکزیت اردبیل) به پایان رسید. از مجموع ۱۸ شهرستان استان در هنگام تقسیم، ۱۲ شهرستان در آذربایجان شرقی باقی ماندند و ۶ شهرستان دیگر نیز استان جدید اردبیل را تشکیل دادند.

## گزینه‌ها

### آذربایجان شرقی (تبریز) و سبلان (اردبیل)
دولت پنجم «لایحهٔ تأسیس استان سبلان به مرکزیت اردبیل» را به مجلس چهارم ارائه کرد.

### آذربایجان مرکزی (تبریز) و آذربایجان شرقی (اردبیل)
«لایحهٔ تأسیس استان سبلان به مرکزیت اردبیل» پس از بررسی‌های مختلف در تاریخ ۱۳ دی‌ماه ۱۳۷۱ با تغییر عنوان به «لایحهٔ تغییرنام استان آذربایجان شرقی به مرکزیت تبریز به آذربایجان مرکزی و تأسیس استان آذربایجان شرقی به مرکزیت اردبیل» و حذف نام شهرستان سراب (که از جانب دولت در استان جدید سبلان پیش‌بینی شده بود و با بررسی‌های مجلس مشخص شد که اکثریت اهالی این شهرستان خواستار ابقا در استان آذربایجان شرقی به مرکزیت تبریز هستند) به تصویب شور اول کمیسیون شوراها و امور داخلی کشور رسید و لایحهٔ اصلاح شده جهت تصویب نهایی به صحن علنی مجلس فرستاده شد:
به دولت اجازه داده می‌شود نسبت به تغییرنام استان آذربایجان شرقی به آذربایجان مرکزی به مرکزیت تبریز و تأسیس استان آذربایجان شرقی به مرکزیت اردبیل در محدودهٔ شهرستان‌های پارس‌آباد، بیله‌سوار، گرمی، اردبیل، مشگین‌شهر و خلخال اقدام نماید.
کلیات این لایحه با ۱۵۲ رأی موافق، ۴۲ رأی مخالف و ۱۰ رأی ممتنع در تاریخ ۲۲ دی‌ماه ۱۳۷۱ به تصویب مجلس شورای اسلامی رسید.

#### موافقان
- محمد قمی (نمایندهٔ مردم ورامین)[۶]
- سید مطهر کاظمی (نمایندهٔ مردم خلخال): به دلیل وسعت استان آذربایجان شرقی، اهالی شهرستان‌های محروم به دلیل فاصلهٔ زیاد با مرکز استان، نمی‌توانند پاسخ مطالباتشان را بگیرند.[۶]
- نورالدین نوعی اقدم (نمایندهٔ مردم اردبیل): دربارهٔ بار مالی، مردم اردبیل برای ساختمان استانداری حسابی باز کرده‌اند که این ساختمان ۶۰ درصد پیشرفت فیزیکی دارد. دولت به دلیل همکاری مردم در تأسیس ادارات، این لایحه را ارائه کرده است.[۶]
- محمدرضا باهنر (نمایندهٔ مردم تهران)[۶]
- علی‌محمد غریبانی (نمایندهٔ مردم اردبیل): از سال ۱۳۱۶ و اولین تقسیمات کشوری در ایران، اردبیل خواستار استان شدن بود. از سال ۱۳۴۷ این درخواست‌ها جدی‌تر شد. در نظرخواهی سال ۱۳۵۹ وزارت کشور، همهٔ مردم شهرستان‌های سراب، مغان، مشگین‌شهر و خلخال نسبت به استان شدن اردبیل نظر مثبت داشتند.[۶]

#### مخالفان
- سید علی‌اکبر موسوی حسینی (نمایندهٔ مردم تهران): نام پیشنهادی هیئت دولت (استان سبلان) بهتر از نام پیشنهادی کمیسیون (استان آذربایجان شرقی) است.[۶]
- علی موحدی ساوجی (نمایندهٔ مردم تهران): اگر هرجایی که حداقل شرایط استان شدن را داشته باشد، تبدیل به استان شود، بار مالی زیادی بر دولت تحمیل خواهد شد. تقسیم استان خراسان به عنوان بزرگ‌ترین استان و دومین استان پرجمعیت کشور بر تقسیم استان آذربایجان شرقی اولویت دارد.[۶]
- محمدعلی سبحان‌اللهی (نمایندهٔ مردم تبریز): همان‌طوری که برپایهٔ نظرخواهی گروه اعزامی کمیسیون شوراها به شهرستان سراب، مردم این شهرستان مخالف الحاق به اردبیل بودند، اهالی شهرستان‌های دیگر هم مخالفند و تنها مردم شهرستان اردبیل موافق تأسیس این استان جدیدند. تقسیم استان‌های خراسان، فارس، اصفهان و سیستان و بلوچستان بر تقسیم استان آذربایجان شرقی اولویت دارد. ایجاد این استان جدید، توقعات سایر شهرها را برای استان شدن بالا می‌برد و بار مالی زیادی بر دولت تحمیل می‌کند.[۶]
- عبدالرضا رحمانی فضلی (نمایندهٔ مردم شیروان): قطب جمعیتی جدیدی به وجود خواهد آمد و مهاجرت‌ها از شهرستان‌های همجوار را در پی خواهد داشت.[۶]
- حسن مختاری (نمایندهٔ مردم نجف‌آباد): وجود ۳ استان آذربایجان شرقی، آذربایجان غربی و آذربایجان مرکزی، این شائبه را در ذهن تداعی می‌کند که ۲ استان شرقی و غربی تابع استان مرکزی هستند و مستقل نیستند.[۶]

### آذربایجان میانی (تبریز) و آذربایجان شرقی (اردبیل)
متن «لایحهٔ تغییرنام استان آذربایجان شرقی به مرکزیت تبریز به آذربایجان مرکزی و تأسیس استان آذربایجان شرقی به مرکزیت اردبیل» مصوب ۲۲ دی‌ماه ۱۳۷۱ در شور دوم کمیسیون شوراها و امور داخلی کشور در تاریخ ۱۵ فروردین ۱۳۷۲ به شکل زیر اصلاح شد:
به دولت اجازه داده می‌شود نسبت به تغییرنام استان آذربایجان شرقی به آذربایجان میانی به مرکزیت تبریز و تأسیس استان آذربایجان شرقی به مرکزیت اردبیل در محدودهٔ شهرستان‌های پارس‌آباد، بیله‌سوار، گرمی، اردبیل، مشگین‌شهر و خلخال اقدام نماید.

### آذربایجان شرقی (تبریز) و اردبیل (اردبیل)
نهایتاً «لایحهٔ تغییرنام استان آذربایجان شرقی به مرکزیت تبریز به آذربایجان میانی و تأسیس استان آذربایجان شرقی به مرکزیت اردبیل» مصوب ۱۵ فروردین ۱۳۷۲ شور دوم کمیسیون شوراها و امور داخلی کشور در صحن علنی مجلس در تاریخ ۲۲ فروردین ۱۳۷۲ به شکل زیر تغییر کرد:
به دولت اجازه داده می‌شود نسبت به تأسیس استانی تحت عنوان استان اردبیل به مرکزیت شهر اردبیل در محدودهٔ شهرستان‌های پارس‌آباد، بیله‌سوار، گرمی، اردبیل، مشگین‌شهر و خلخال اقدام نماید.

#### موافقان
- قربانعلی دری نجف‌آبادی (نمایندهٔ مردم تهران): «استان اردبیل» مورد توافق همهٔ نمایندگان استان جدید، امام جمعه، شخصیت‌ها و مردم است.[۵]

#### مخالفان
- علی موحدی ساوجی (نمایندهٔ مردم تهران): نباید نام یک شهرستان را روی یک استان که از چندین شهرستان تشکیل شده، بگذاریم. به نظر دولت، باید نام آن استان‌هایی هم که به نام مرکزشان هستند، تغییر کند. «استان سبلان» بهتر از «استان اردبیل» است.[۵]

با قیام اکثریت نمایندگان حاضر در مجلس، استان اردبیل به مرکزیت شهر اردبیل در تاریخ ۲۲ فروردین ۱۳۷۲ رسماً تأسیس شد.